# Terry Date
Terry Date (Lansing, Michigan, 1956. január 31. –) amerikai hangmérnök, zenei producer, aki rock és metal stílusú albumokon végzett munkájával vált az egyik legelismertebb szakemberré. Dolgozott többek között a Slipknot, a Pantera, a Soulfly, a White Zombie, a Deftones, a Dark Angel, a Dream Theater, a Slayer, a Soundgarden és a Limp Bizkit lemezein.

## Munkái
Producer/hangmérnök/keverés:
- Metal Church - Metal Church (1984)
- The Cowboys - How the West Was Rocked (1985)
- Fifth Angel - Fifth Angel (1986)
- Chastain - The 7th of Never (1987)
- Sir Mix-a-Lot - Swass (1988)
- Liege Lord - Master Control (1988)
- Sanctuary - Refuge Denied (1988)
- The Accüsed - Martha Splatterhead's Maddest Stories Ever Told (1988)
- Chastain - The Voice of the Cult (1988)
- Metal Church - Blessing in Disguise (1989)
- Fifth Angel - Time Will Tell (1986)
- Dream Theater - When Dream and Day Unite (1989)
- Soundgarden - Louder Than Love (1989)
- Overkill - The Years of Decay (1989)
- Mother Love Bone - Apple (1990)
- Pantera - Cowboys from Hell (1990)
- Overkill - Horrorscope (1991)
- Dark Angel - Time Does Not Heal (1991)
- Soundgarden - Badmotorfinger (1991)
- Screaming Trees - Uncle Anesthesia (1991)
- Pantera - Vulgar Display of Power (1992)
- 24-7 Spyz - Strength in Numbers (1992)
- Fishbone - Give a Monkey a Brain and He'll Swear He's the Center of the Universe (1993)
- Mind Funk - Dropped (1993)
- Prong - Cleansing (1994)
- Pantera - Far Beyond Driven (1994)
- Deftones - Adrenaline (1995)
- White Zombie - Astro Creep: 2000 (1995)
- Pantera - The Great Southern Trendkill (1996)
- Prong - Rude Awakening (1996)
- Animal Bag - Image Damage (kiadatlan, Mercury Records, 1996)
- Deftones - Around the Fur (1997)
- Helmet - Aftertaste (1997)
- Soundgarden - A-Sides (1997)
- Handsome - Handsome (1997)
- Incubus - S.C.I.E.N.C.E. (1997)
- Staind - Dysfunction (1999)
- Limp Bizkit - Significant Other (1999)
- Big Daddy Official Soundtrack (1999)
- Slipknot -  Wait and Bleed - Slipknot (1999)
- Deftones - White Pony (2000)
- Limp Bizkit - Chocolate Starfish and the Hot Dog Flavored Water (2000)
- Limp Bizkit - New Old Songs (2001)
- Snoop Dogg - Death Row: Snoop Doggy Dogg at His Best (2001)
- Otep - Sevas Tra (2002)
- Deftones - Deftones (2003)
- Limp Bizkit - Results May Vary (2003)
- Matrix Reloaded Soundtrack (2003)
- Tony Hawk's Pro Skater 3: Official Soundtrack (2003)
- 'A' - Teen Dance Ordinance (2005)
- Funeral for a Friend - Hours (2005)
- Ozzy Osbourne - Prince of Darkness (Box Set) (2005)
- Korn - See You on the Other Side (2005)
- Dredg - Catch Without Arms (2005)
- Soulfly - Dark Ages (2005)
- Unearth - III: In the Eyes of Fire (2006)
- EchoGram - EchoGram (2006)
- The Smashing Pumpkins - Zeitgeist (2007)
- Emanuel - Black Earth Tiger (2007)
- Fear Nuttin Band - YARDCORE (2008)
- The Fall of Troy - In the Unlikely Event (2009)
- Arkaea - Years in Darkness (2009) (mixed)
- Rev Theory - Justice (2011)
- Loaded - The Taking (2011)[2]
- Arms of the Sun - Arms of the Sun (2011)[3]
- Bring Me the Horizon - Sempiternal (2013)[4]
- Soulfly - Savages (2013)
- Miss May I - Rise of the Lion (2014)
- Havok - Unnatural Selection (2014)
- Slayer - Repentless (2015)